# 門川町立門川小学校
門川町立門川小学校（かどがわちょうりつ かどがわしょうがっこう）は、宮崎県東臼杵郡門川町大字門川尾末にある公立の小学校。

## 概要
- 児童数 - 506名（2010年度）

## 沿革
- 1874年 - 門川村立小学校として創立。
- 1888年 - 加草・庵川小学校と合併し、門川小学校に改称。
- 1892年 - 門川尋常小学校に改称。
- 1901年 - 現在地に移転。高等科を設置し、門川尋常高等小学校に改称。この年を創立の年とする。
  - 草川小学校が分離独立する。
- 1941年 - 門川国民学校に改称。
- 1947年 - 門川町立門川小学校に改称。
- 1984年 - 五十鈴小学校が分離独立する。

## 通学区域
門川小学校の通学区域には以下の区域が指定されている。
南町、南ヶ丘、上町、本町、東栄町、西栄町、宮ヶ原、竹名、旭町、尾末東、後向、中尾、下納屋、上納屋

## アクセス
- バス：宮崎交通「門川本町」バス停下車、徒歩7分
- 乗合タクシー：かどっぴータクシー「町立図書館」下車、徒歩3分（月・火・水・金曜日のみ運行）

## 著名な出身者
- 山形理沙子（バレーボール選手）